# Élections générales de 1953 à Gibraltar
Les élections législatives de Gibraltar en 1953 se sont tenues en 1953 pour élire les 5 membres du parlement pour un nouveau mandat de quatre ans.

## Résultats
| Parti | Parti                                                  | Sièges | +/-           |
| ----- | ------------------------------------------------------ | ------ | ------------- |
|       | Association pour la promotion des droits civils (AACR) | 3      | en stagnation |
|       | Parti du Commonwealth (CWP)                            | 1      | Nv.           |
|       | Indépendant                                            | 1      | 1             |
| Total | Total                                                  | 5      | en stagnation |